# Greenwich, Connecticut
Greenwich este un oraș cu 62.236 locuitori, conform unei estimări din 2005, fiind amplasat în comitatul Fairfield, statul Connecticut, Statele Unite. Orașul se întinde pe o suprafață de 174,2 km², din care 174,0 km² este uscat.

## Istoric
Localitatea a fost fondată în 1640.

## Descriere
Greenwich este situat la aproximativ 45 km de New York City. De la marea metropolă se poate ajunge la Greenwich pe diferite căi, dintre care folosirea transportului public, serviciu pus la dispozitie de MetroNorth, și/sau cu masina pe autostrada I 95 (Interstate 95), sunt de preferat.
În Top 100, al celor mai dorite locuri de locuit din Statele Unite, orașul Greenwich se afla pe un onorant loc 12.

## Orașe înfrățite
Greenwich este înfrățit cu trei orașe, câte unul din Austria, Franța și Suedia.
| Oraș      | Municipalitate | Țară    | An   |
| --------- | -------------- | ------- | ---- |
| Kitzbühel | Tyrol          | Austria | 1961 |
| Vienne    | Isère          | France  |      |
| Nacka     | Nacka          | Sweden  |      |

## Personalități născute aici
- Tom Noonan (n. 1951), actor, regizor, scenarist.